# Mercer County (Illinois)
Das Mercer County ist ein County im US-amerikanischen Bundesstaat Illinois. Im Jahr 2010 hatte das County 16.434 Einwohner und eine Bevölkerungsdichte von 11,5 Einwohnern pro Quadratkilometer. Der Verwaltungssitz (County Seat) ist Aledo.

## Geografie
Das County liegt im Nordosten von Illinois am Mississippi River, der die Grenze zu Iowa bildet. Es hat eine Fläche von 1453 Quadratkilometern, wovon 20 Quadratkilometer Wasserfläche sind. An das Mercer County grenzen folgende Nachbarcountys:
|                          | Rock Island County              |              |
| Louisa County (Iowa)     |                                 | Henry County |
| Des Moines County (Iowa) | Warren County, Henderson County | Knox County  |

## Geschichte

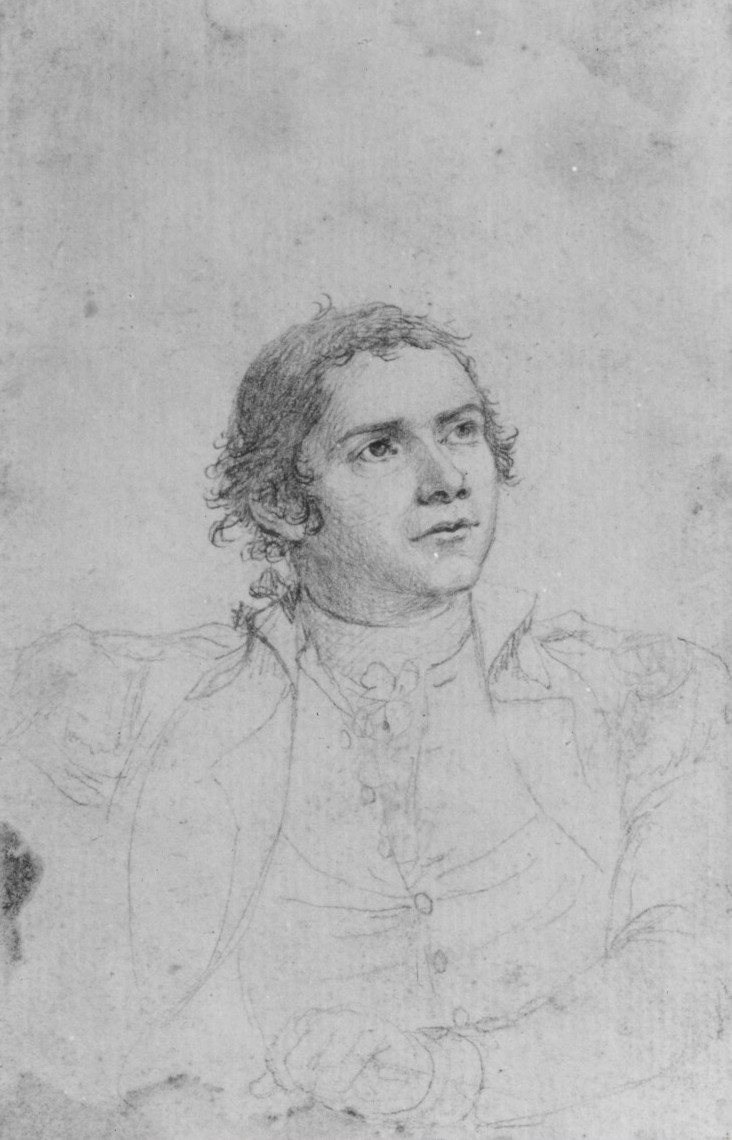
Mercer

Das Mercer County wurde am 13. Januar 1825 aus als frei bezeichneten – in Wirklichkeit aber von Indianern besiedelten – Territorium gebildet. Benannt wurde es nach Hugh Mercer (1726–1777), einem General der Kontinentalarmee, der in der Schlacht von Princeton fiel.

### Territoriale Entwicklung

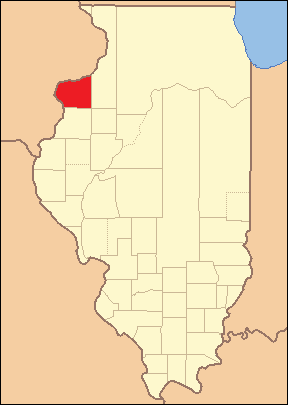
Das Mercer County von seiner Gründung im Jahre 1825 bis 1827
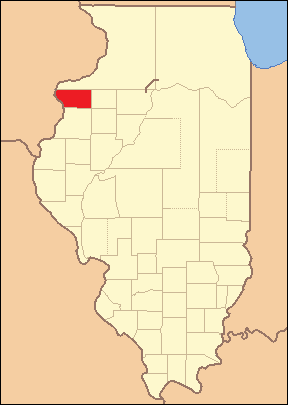
1827 bis heute

## Demografische Daten
Nach der Volkszählung im Jahr 2010 lebten im Mercer County 16.434 Menschen in 6.714 Haushalten. Die Bevölkerungsdichte betrug 11,5 Einwohner pro Quadratkilometer. In den 6.714 Haushalten lebten statistisch je 2,40 Personen.
Ethnisch betrachtet setzte sich die Bevölkerung zusammen aus 98,3 Prozent Weißen, 0,3 Prozent Afroamerikanern, 0,1 Prozent amerikanischen Ureinwohnern, 0,3 Prozent Asiaten sowie aus anderen ethnischen Gruppen; 0,7 Prozent stammten von zwei oder mehr Ethnien ab. Unabhängig von der ethnischen Zugehörigkeit waren 1,9 Prozent der Bevölkerung spanischer oder lateinamerikanischer Abstammung.
22,6 Prozent der Bevölkerung waren unter 18 Jahre alt, 59,1 Prozent waren zwischen 18 und 64 und 18,3 Prozent waren 65 Jahre oder älter. 50,6 Prozent der Bevölkerung war weiblich.

Das jährliche Durchschnittseinkommen eines Haushalts lag bei 54.533 USD. Das Prokopfeinkommen betrug 25.081 USD. 9,4 Prozent der Einwohner lebten unterhalb der Armutsgrenze.

## Ortschaften im Mercer County
Citys
- Aledo
- Keithsburg
- New Boston

Villages
| - Alexis1 - Joy - Matherville | - North Henderson - Reynolds2 - Seaton | - Sherrard - Viola - Windsor |

Unincorporated Communities
| - Boden - Burgess - Cable - Eliza - Gilchrist | - Hamlet - Mannon - Marston - Millersburg - Petersville | - Preemption - Shale City - Sunbeam - Swedona3 - Wanlock |

1 – teilweise im Warren County

2 – teilweise im Rock Island County

3 – teilweise im Henry County

## Gliederung
Das Mercer County ist in 15 Townships eingeteilt:
| Township             | Einwohner (2010) | FIPS     |
| -------------------- | ---------------- | -------- |
| Abington Township    | 392              | 17-00126 |
| Duncan Township      | 272              | 17-20968 |
| Eliza Township       | 419              | 17-23152 |
| Greene Township      | 1640             | 17-31342 |
| Keithsburg Township  | 687              | 17-39311 |
| Mercer Township      | 4071             | 17-48398 |
| Millersburg Township | 755              | 17-49256 |
| New Boston Township  | 1204             | 17-52233 |

| Township                 | Einwohner (2010) | FIPS     |
| ------------------------ | ---------------- | -------- |
| North Henderson Township | 421              | 17-53806 |
| Ohio Grove Township      | 279              | 17-55405 |
| Perryton Township        | 474              | 17-59182 |
| Preemption Township      | 1783             | 17-61795 |
| Richland Grove Township  | 2300             | 17-63628 |
| Rivoli Township          | 1142             | 17-64551 |
| Suez Township            | 595              | 17-73339 |
|                          |                  |          |